# José Pablo Sánchez
José Pablo Sánchez Núñez (Úbeda; 13 de abril de 1957) es un pastor protestante español y director de los programas Buenas noticias TV de TVE e Historias de Fe del espacio Fe y Convivencia de RNE desde 1996 hasta agosto de 2023. Fue el presidente fundador de la emisora Radio Encuentro - Radio Cadena de Vida, socio de Trans World Radio (TWR). En la actualidad es el presidente hemérito de la Asociación Decisión España.

## Biografía

### Primeros años
Nacido en Úbeda, provincia de Jaén en España, el 13 de abril de 1957. Creció en un hogar cristiano formado por su padre Roque Sánchez, pastor evangélico, y su madre Angelita Núñez y sus tres hermanos.

### Estudios
Después de terminar sus estudios en Maestría Industrial, hizo el bachiller en Teología en la Facultad Protestante de Teología (IBSTE) de Castelldefels, Barcelona. Posteriormente realizó un Máster en Teología y Comunicación en el Wheaton College Graduate School en Estados Unidos, graduándose en 1996.

### Actividades
Durante 14 años fue pastor de la Iglesia Evangélica Cristo Vive en Madrid, compaginando esta actividad con diversas responsabilidades como la presidencia de la Asociación de Pastores de Madrid (AMECAM). Como presidente de la AMECAM (1989-1993) promovió la fundación del Consejo Evangélico de Madrid y presidió la comisión que preparó los Estatutos para su legalización.
En 1996 fue designado director del programa de Televisión Española Tiempo de creer, cuyo nombre cambió a Buenas noticias TV en 2003. Ese mismo año comenzó a dirigir el programa de radio en Radio Nacional Historias de Fe del espacio Fe y Convivencia hasta agosto de 2023.
Durante varios años ha sido profesor de comunicación y evangelización en la Facultad de Teología Protestante IBSTE de Castelldefels, Barcelona, y en el Seminario Europeo de Formación Teológica y Evangelización SEFOVAN de Madrid.
En 2009, junto con su esposa Jane Blake, inició en España el proyecto humanitario Operación Niño de la Navidad en colaboración con Samaritan’s Purse que entrega regalos a los niños más desfavorecidos del mundo. En 2011, fue el Coordinador Nacional para España del proyecto «Mi Esperanza» en colaboración con la Asociación Evangelística Billy Graham y que ha sido la campaña de evangelización de mayor alcance realizada por las iglesias evangélicas de España en su historia. En la actualidad, compagina su trabajo en los medios de comunicación con la formación, el mentorado, la consultoría y el desarrollo de la Academia de la Comunidad Cristiana Evangélica Decisión.

## Media
José Pablo Sánchez ha sido el director del programa semanal de Televisión Española TVE Buenas noticias TV y de Radio Nacional Fe y Convivencia-Historias de Fe hasta agosto de 2023 y fue presidente y fundador de la emisora Radio Encuentro - Radio Cadena de Vida. Ha sido el director de la Comisión de Producciones Audiovisuales de Federación de Entidades Religiosas Evangélicas de España Canal de Vida desde 1996 hasta 2023. Además ha sido el director y CEO de Decisión España desde 2003 hasta 2023. 

## Libros
| - El Predicador (2011) - Manual de Medios de Comunicación (2016) - Historias de Fe (2020) |